# Классические рождественские песни от мистера Хэнки
«Классические рождественские песни от мистера Хэнки» (англ. Mr. Hankey's Christmas Classics) — эпизод 315 (№ 46) сериала «Южный Парк», премьера которого состоялась 1 декабря 1999 года. Это единственный полностью музыкальный эпизод сериала, по сути представляющий собой сборник видеоклипов к пародийным рождественским песням в исполнении героев сериала. Практически все исполняемые в эпизоде песни, а также некоторые другие вошли в альбом «Mr. Hankey's Christmas Classics».

## Сюжет
В качестве «ведущего» в эпизоде выступает мистер Хэнки; он сидит в каком-то доме у камина и представляет каждую из исполняемых песен. Эпизод посвящён памяти Мэри Кей Бергман, озвучивавшей в сериале женских персонажей, которая покончила с собой примерно за месяц до выхода эпизода.
В эпизоде звучат следующие песни (либо собственного сочинения, либо традиционные, часто со слегка изменёнными словами):
- Mr. Hankey the Christmas Poo. Её исполняет почтальон, который скопирован с ведущего рождественской телепередачи Santa Claus Is Coming to Town (в оригинале его озвучивает Фред Астер). Также в исполнении участвуют дети, ни один из которых не является постоянным персонажем сериала.
- Dreidel Dreidel Dreidel. Ханукальная песня исполняется Кайлом, Айком, Шейлой и Джеральдом Брофловски вместе со Стэном Маршем и Эриком Картманом.
- O Tannenbaum в исполнении Адольфа Гитлера.
- Christmas Time In Hell. Исполняют Сатана и жители Ада, включая Джона Кеннеди, принцессу Диану и Джеффри Дамера.
- Carol of the Bells в исполнении мистера Мэки.
- O Holy Night в исполнении Эрика Картмана.
- Merry Fucking Christmas в исполнении мистера Гаррисона.
- I Saw Three Ships в исполнении Шелли Марш.
- Попурри в исполнении Санты и Иисуса:
  - Joy to the World
  - Up On the House Top
  - Away in a Manger
  - O Come All Ye Faithful
  - Hark! The Herald Angels Sing
  - Silent Night
  - Rio
  - Let It Snow
- Have Yourself a Merry Little Christmas в исполнении мистера Хэнки и других персонажей.

## Смерть Кенни
Несмотря на то, что эпизод включает клипы с рождественскими песнями в исполнении разных персонажей в разной обстановке, в нём всё равно умирает Кенни. Во время последней песни, «Have Yourself a Merry Little Christmas», четверо мальчиков поют: «Through the years we all will be together, if the fates allow» (рус. Мы много лет будем вместе, если судьба позволит), и в этот момент украшенная люстра падает на Кенни и убивает его. Несколько секунд мальчики выглядят шокированными, однако тем не менее песня продолжается, и в дальнейшем никто не упоминает об умершем. Во время концовки песни заметно, как крысы едят труп Кенни.

## Персонажи
В этом эпизоде впервые, не считая короткометражки «Дух Рождества», появляется Санта.

## CD
Диск, связанный с эпизодом, вышел примерно за неделю до выхода эпизода — 23 ноября 1999 года. В него вошли все прозвучавшие в серии песни, кроме попурри в исполнении Санты и Иисуса, которое не было включено на диск из-за сложностей с авторскими правами на включённые в него песни. Кроме того, на диск вошли исполняемые персонажами сериала, но не звучавшие ни в одном эпизоде песни, а также песни из нескольких ранних серий «Южного парка».

## Критика
В Российской Федерации в выводах Заключения экспертов, сделанного по запросу от 11.07.2008 НП «Адвокатское бюро профессора М.Кузнецова» Московской городской коллегии адвокатов, по содержанию мультфильма «Рождественские песенки от мистера Говняшки» из сериала «Южный парк» было сказано :

Имеются все необходимые и достаточные основания для оценки мультфильма «Рождественские песенки от мистера Говняшки» как унижающего человеческое достоинство по признаку отношения к религии и оскорбляющего религиозные чувства верующих (христиан, мусульман, иудаистов, а также в несколько меньшей степени — буддистов и представителей других религий), как возбуждающего религиозную вражду.
Исследование представленного мультфильма позволяет сделать вывод, что главной его целью и определяющей сутью его сюжета, а равно главной целью его создания и публичной демонстрации, в данном случае — демонстрации телепрограммой «Телеканал „2х2“ Москва» (ЗАО "Телеканал «2х2»), является целенаправленное возбуждение религиозной ненависти и вражды посредством изощренного издевательства, надругательства над верующими христианами, мусульманами и иудаистами, циничного оскорбления их религиозных чувств, жестокого унижения чести и достоинства верующих указанных религий по религиозному признаку, дисфорического высмеивания и злобных издевательств над сакральным или религиозно значимым для верующих указанных религий, формирования клеветнически искаженного, ложного образа указанных религий, их традиций и их верующих.

Заключение подписали:
- Председатель Комиссии — главный специалист Департамента образования города Москвы А. Ю. Соловьев.
- Доктор юридических наук, доцент кафедры государственного управления, правового обеспечения государственной и муниципальной службы Российской академии государственной службы при Президенте Российской Федерации, член Общественного совета при МВД России И. В. Понкин.
- Кандидат филологических наук, член Союза писателей России А. С. Мельков.
- Доктор педагогических наук, профессор, директор Центра психолого-педагогической реабилитации и коррекции «Ясенево» Юго-Западного управления образования Департамента образования города Москвы Е. А. Екжанова.
- Профессор по кафедре психологии, доктор педагогических наук, профессор кафедры социальной психологии Российского государственного социального университета Е. Г. Силяева.